# Pati-Salam-Modell
Das Pati-Salam-Modell ist in der theoretischen Physik eine Große vereinheitlichte Theorie, welche sowohl die Eichgruppe des Standardmodells vergrößert als auch die Beschreibungen von Quarks und Leptonen zusammenführt. Konkret wird dabei die Leptonenzahl als vierte Farbladung beschrieben. Benannt ist das Pati-Salam-Modell nach dem indischen Physiker Jogesh Pati und dem pakistanischen Physiker Abdus Salam, die es im Jahr 1974 aufgestellt haben. Das Pati-Salam-Modell kann ebenso wie das im Jahr 1974 vorgeschlagene Georgi-Glashow-Modell in SO(10) eingebettet werden.

## Eichgruppe
Im Pati-Salam-Modell ist die Eichgruppe gegeben durch die {\displaystyle 21}-dimensionalen Lie-Gruppe {\displaystyle \operatorname {SU} (4)\times \operatorname {SU} (2)_{\mathrm {L} }\times \operatorname {SU} (2)_{\mathrm {R} }} oder {\displaystyle (\operatorname {SU} (4)\times \operatorname {SU} (2)_{\mathrm {L} }\times \operatorname {SU} (2)_{\mathrm {R} })/\mathbb {Z} _{2}}, siehe spezielle unitäre Gruppe. L steht dabei für „links“ und R für „rechts“. Vordere wird deshalb auch Pati-Salam-Gruppe genannt. Anders ausgedrückt ist diese ein Produkt zweier Spin-Gruppen:
{\displaystyle \operatorname {Spin} (4)\cong \operatorname {SU} (2)\times \operatorname {SU} (2);}
{\displaystyle \operatorname {Spin} (6)\cong \operatorname {SU} (4).}
Insbesondere gibt es also eine kanonische Abbildung {\displaystyle \operatorname {SU} (4)\times \operatorname {SU} (2)_{\mathrm {L} }\times \operatorname {SU} (2)_{\mathrm {R} }\rightarrow \operatorname {Spin} (10)\twoheadrightarrow \operatorname {SO} (10)}. In diese kann die die {\displaystyle 12}-dimensionale Eichgruppe {\displaystyle \operatorname {SU} (3)\times \operatorname {SU} (2)\times \operatorname {U} (1)} des Standardmodells einbettet werden:
{\displaystyle \Phi \colon \operatorname {SU} (3)_{\mathrm {C} }\times \operatorname {SU} (2)_{\mathrm {L} }\times \operatorname {U} (1)_{\mathrm {Y} }\rightarrow \operatorname {SU} (4)\times \operatorname {SU} (2)_{\mathrm {L} }\times \operatorname {SU} (2)_{\mathrm {R} },(A,B,e^{i\varphi })\mapsto \left({\begin{pmatrix}e^{-i\varphi }A&0\\0&e^{3i\varphi }\end{pmatrix}},B,{\begin{pmatrix}e^{-3i\varphi }&0\\0&e^{3i\varphi }\end{pmatrix}}\right)}
Dabei steht C für die Farbladung (englisch color), L für „links“ und Y für die Hyperladung. (Für die Erklärung von {\displaystyle \mathbb {Z} _{3}} und {\displaystyle \mathbb {Z} _{6}} siehe Georgi-Glashow-Modell.) Es gibt entsprechend Symmetriebrüche:
{\displaystyle \operatorname {SU} (4)\times \operatorname {SU} (2)_{\mathrm {L} }\times \operatorname {SU} (2)_{\mathrm {R} }\rightarrow (\operatorname {SU} (3)_{\mathrm {C} }\times \operatorname {SU} (2)_{\mathrm {L} }\times \operatorname {U} (1)_{\mathrm {Y} })/\mathbb {Z} _{3};}
{\displaystyle (\operatorname {SU} (4)\times \operatorname {SU} (2)_{\mathrm {L} }\times \operatorname {SU} (2)_{\mathrm {R} })/\mathbb {Z} _{2}\rightarrow (\operatorname {SU} (3)_{\mathrm {C} }\times \operatorname {SU} (2)_{\mathrm {L} }\times \operatorname {U} (1)_{\mathrm {Y} })/\mathbb {Z} _{6}.}
Nun ist die zweite Homotopiegruppe der Faktorgruppe nicht trivial:
{\displaystyle \pi _{2}{\frac {\operatorname {SU} (4)\times \operatorname {SU} (2)}{(\operatorname {SU} (3)\times \operatorname {U} (1))/\mathbb {Z} _{3}}}\cong \mathbb {Z} ,}
weshalb ’t Hooft-Polyakov-Monopole vorhergesagt werden.